# Nana (cantante surcoreana)
Im Jin-ah (hangul: 임진아) (Cheongju, 14 de septiembre de 1991), conocida artísticamente como Nana (hangul: 나나), es una cantante, actriz y modelo surcoreana. Es una exmiembro del grupo After School. Como actriz protagonizó varios dramas, entre ellos Love Weaves Through a Millennium (2015), The Good Wife (2016), Kill It (2019), y Justice (2019).

## Primeros años
Tiene una licenciatura en maquillaje y belleza. Nana asistió al Instituto de las Artes de Seúl, formalmente conocido como Seoul Art College, junto a Jia y Fei (miembros de Miss A). 

## Carrera
Es miembro de la agencia "Pledis Entertainment" (en noviembre de 2017, en noviembre de 2019 y diciembre de 2021 renovó su contrato con la agencia).

### Música
En junio de 2010, ella y otras dos integrantes de After School, Raina y Lizzy (denominadas la tercera generación de After School), formaron una subunidad (actualmente grupo) llamado Orange Caramel, ese año lanzaron dos miniálbumes titulados Magic Girl y A~ing♡. Nana grabó una canción que se incluyó en el sencillo Shanghai Romance, titulado Close Your Eyes. También es miembro de una subunidad de After School, conocida como After School Red, junto a Kahi, Uee y Jung Ah. Interpretan temas como In The Night Sky antes de debutar en Japón. En 2012, Nana interpreta como solista el tema titulado Eyeline en el álbum de maxisencillo Flashback de After School.

### Modelaje
También es modelo de la marca de dieta surcoreana "Juvis".
Antes de su debut como un miembro de After School, en 2009, participó en el 2009 Asia Pacific Super Model Contest y desfiló en los Girls Award en Japón.
Ese mismo año, Nana fue modelo de pasarela para la Tokyo Girls Collection 2012 Spring/Summer. También se convirtió en la modelo principal de la marca de dieta más grande de Corea, Juvis.
Ocupó el #1 puesto en el TOP de los 100 Rostros más Hermosos del Mundo realizado por la revista TC Candler 2015, ocupando el primer puesto 2 años consecutivos (2014 - 2015).

### Televisión y cine
En marzo de 2019 se unió al elenco principal de la serie Kill It (también conocido como "Blue Eyes") donde interpretó a la detective Do Hyun-jin, hasta ahora.
El 17 de julio del mismo año se unió al elenco principal de la serie Justice, donde dio vida a Seo Yeon-ah, una fiscal que intenta seguir los pasos de su padre conocido como la "bomba" en la oficina del Fiscal del Distrito de Seúl debido a su naturaleza justa, hasta el final de la serie el 5 de septiembre del mismo año.
En noviembre del mismo año se anunció que se había unido al elenco de la película Confession.
El 1 de julio de 2020 se unió al elenco principal de la serie Hacia el círculo, donde interpretó a Goo Se-ra, una mujer con bajos recursos que tiene una personalidad segura, lo que le permite fingir lo que le pasa, es conocida por ganar quejas civiles, hasta el final de la serie el 20 de agosto del mismo año.
El 24 de marzo de 2021 se unió al elenco principal de la serie Oh My Ladylord (también conocida como Oh! Master), donde interpretó el personaje de Oh Joo-in, una actriz y reina de las comedias románticas que no puede tener citas.
En 2022 se unirá al elenco principal de la serie Anomalías, donde interpretará a Heo Bo-ra, una fallida transmisora de twitch y youtuber con solo unos pocos cientos de suscriptores, cuyo contenido se trata de misterios y quien también es miembro de la comunidad de observadores de ovnis.
El 7 de enero del mismo año se confirmó que se había unido al elenco de la serie My Man is Cupid, donde dará vida a Oh Baek-ryun, una veterinaria cuya belleza hace que muchos hombres se enamoren de ella a primera vista.

## Filmografía

### Televisión
| Año     | Título                           | Personaje          | Cadena           | Notas         | Ref.          |
| ------- | -------------------------------- | ------------------ | ---------------- | ------------- | ------------- |
| 2015    | Love Weaves Through a Millennium | Jo Nana            | Hunan Television | Serie china   |               |
| 2016    | The Good Wife                    | Kim Dan            | tvN              |               |               |
| 2018    | Four Men                         | Yeo Rim            | TBN              |               |               |
| 2019    | Kill It                          | Det. Do Hyun-jin   | OCN              |               |               |
| 2019    | Justice                          | Fiscal Seo Yeon-ah | KBS              |               |               |
| 2020    | Hacia el círculo                 | Goo Se-ra          | KBS 2TV          |               | [ 20 ]        |
| 2021    | Oh My Ladylord                   | Oh Joo-in          | MBC              |               | [ 21 ] [ 22 ] |
| 2022    | Amor por contrato                | Yu-mi              | tvN              | Cameo (ep. 1) | [ 23 ]        |
| 2022    | Anomalías                        | Heo Bo-ra          | Netflix          | Serie web     | [ 24 ]        |
| 2023    | La chica enmascarada             | Kim Mo-mi          | Netflix          | Serie web     | [ 25 ] [ 26 ] |
| 2023-24 | Mi chico es Cupido               | Oh Baek-ryun       | Prime Video      | Serie web     | [ 27 ] [ 28 ] |

### Películas
| Año  | Título                         | Personajes   | Notas             | Ref.   |
| ---- | ------------------------------ | ------------ | ----------------- | ------ |
| 2011 | White: The Melody of the Curse | Ella misma   | Cameo             |        |
| 2014 | Fashion King                   | Kim Hae-na   | Cameo             |        |
| 2015 | Go Lala Go 2                   | Sha Dangdang | Actriz secundaria |        |
| 2017 | The Swindlers                  | Choon Ja     | Actriz secundaria | [ 29 ] |
| 2020 | Confession                     | Kim Se-hee   | Protagonista      | [ 30 ] |

### Programas de variedades
| Año       | Título                                | Red       | Rol               | Notas                                 |
| --------- | ------------------------------------- | --------- | ----------------- | ------------------------------------- |
| 2010      | 1000 Song Challenge                   | SBS       | Invitada          | con Kim Jungah                        |
| 2010      | Playgirlz School                      | MBC       | Miembro           |                                       |
| 2011      | Quiz to Change the World              | MBC       | Invitada          | con Kahi                              |
| 2011      | 1000 Song Challenge                   | SBS       | Invitada          | con Kim Jungah, Raina, E-Young        |
| 2012      | Tokyo Brand New Girls                 |           | Miembro           |                                       |
| 2012      | Chuseok Wrestling Special             |           | Invitada          | con E-Young, Kaeun, Raina, Lizzy      |
| 2012      | Dream Team                            |           | Invitada          | con E-Young, Raina, Kim Jungah        |
| 2012      | This is Magic                         | MBC       | Invitada          | con Raina                             |
| 2013      | ON! Faitin Korea                      |           | Invitada          | con Kaeun, Lee Jooyeon                |
| 2013      | Hidden Singer                         | JTBC      | Invitada          | con Lee Jooyeon, Raina                |
| 2014      | Style Log                             |           | Presentadora      |                                       |
| 2014      | Day Day Up                            |           | invitada          | junto a Orange Caramel: Lizzy y Raina |
| 2014–2015 | Roommate                              | SBS       | Miembro           |                                       |
| 2014      | Quiz to Change the World              | MBC       | Invitada          | con Raina, Lizzy                      |
| 2014      | Beatles Code 3D                       |           | Invitada          | con Raina, Lizzy                      |
| 2014      | Muse Dress                            |           | Miembro           | Chinese fashion survival show         |
| 2014      | Hello Counselor                       | KBS2      | Invitada, ep. 164 |                                       |
| 2015      | Celebrity MasterChef Season 2 (China) | Dragon TV | Invitada          | Chino Variety show                    |
| 2015      | King of Mask Singer                   | MBC       | Jueza invitada    | ep. Special Live 2015                 |
| 2016      | Real men                              | MBC       | Invitada          |                                       |

### Revistas / sesiones fotográficas
| Año  | Título      | Notas              |
| ---- | ----------- | ------------------ |
| 2021 | Dazed Korea | junto a Lee Min-ki |

## Videos musicales
- Eru - White Tears (2011)
- Honey Dew (feat. Eric) - Like A Fool (junto a Lee Yong Woo) (2010)

## Discografía

### Como solista
- Close Your Eyes (2011)
- Eyeline (2012).
- Sleeping Forest (2013)

### En grupo
Véanse: After School y Orange Caramel

## Premios y nominaciones
| Año  | Premio                                   | Categoría                                   | Papel            | Resultado | Ref.          |
| ---- | ---------------------------------------- | ------------------------------------------- | ---------------- | --------- | ------------- |
| 2016 | 1st Asia Artist Awards                   | Mejor actriz revelación                     | The Good Wife    | Ganadora  |               |
| 2017 | 6th Korea Film Actors Association Awards | Premio Estrella popular                     | The Swindlers    | Ganadora  | [ 32 ]        |
| 2019 | 33th KBS Drama Awards                    | Premio a la excelencia, actriz en miniserie | Justice          | Ganadora  | [ 33 ] [ 34 ] |
| 2020 | 34th KBS Drama Awards                    | Mejor pareja (junto a Park Sung-hoon)       | Hacia el círculo | Ganadores |               |
| 2020 | 34th KBS Drama Awards                    | Premio a la excelencia, actriz en miniserie | Hacia el círculo | Ganadora  | [ 35 ]        |
| 2021 | 2021 MBC Drama Awards                    | Mejor pareja (junto a Lee Min-ki)           | Oh My Ladylord   | Nominados |               |